# Listă de conducători de stat din 826
822 - 823 - 824 - 825 - 826 - 827 - 828 - 829 - 830
Aceasta este o listă a conducătorilor de stat din anul 826:

## Europa
- Anglia, statul anglo-saxon Northumbria: Eanred (rege, 810-840)
- Anglia, statul anglo-saxon East Anglia: Athelstan (după 825) (?)
- Anglia, statul anglo-saxon Mercia: Ludeca (rege, 825-827)
- Anglia, statul anglo-saxon Wessex: Egbert (rege, 802-839)
- Aquitania: Pepin I (rege din dinastia Carolingiană, 817-838)
- Asturia: Alfonso al II-lea cel Neprihănit (rege, 791-842)
- Bavaria: Ludovic al II-lea Germanicul (rege din Dinastia_Carolingiană, 817-876; ulterior, rege al Germaniei, 843-876)
- Benevento: Sico I (principe, 817-832)
- Bizanț: Mihail al II-lea Gângavul (împărat din dinastia Amoriană, 820-829)
- Bulgaria: Omurtag (han, 814-831)
- Cordoba: Abu'l-Mutarrif Ab ar-Rahman al II-lea ibn al-Hakam (I) (emir din dinastia Omeiazilor, 822-852)
- Croația: Vladislav (cneaz, 821-cca. 835)
- Francii: Ludovic I cel Pios (rege din dinastia Carolingiană, 814-840; totodată, împărat occidental, 814-840; totodată, rege al Bavariei, 814-817; ulterior, rege al Italiei, 818-822)
- Friuli: Balderic (duce, 819-828)
- Gruzia, statul Abhazia: Teodosiu (rege, 811/812-837/838)
- Gruzia, statul Tao Klardjet: Așot I Bagratuni cel Mare (rege din dinastia Bagratizilor, 813-830)
- Imperiul occidental: Ludovic I cel Pios (împărat din dinastia Carolingiană, 814-840; totodată, rege al francilor, 814-840; totodată, rege al Bavariei, 814-817; ulterior, rege al Italiei, 818-822)
- Italia: Lothar I (rege din dinastia Carolingiană, 822-855; anterior, rege al Bavariei, 814-817; ulterior, împărat occidental, 843-855)
- Neapole: Ștefan al III-lea (duce, 793/794-794/795, 820/821-831/832)
- Scoția, statul picților: Oengus (Unuist) al II-lea (rege, 820-832, 832-834; totodată, rege în Dalriada, 820-834)
- Scoția, statul celt Dalriada: Oengus (rege, 820-834; totodată, rege al picților, 820-834)
- Serbia: Vlastimir (cneaz din dinastia lui Viseslav, 820-842)
- Spoleto: Adelchis I (duce din familia Supponizilor, 824-834; anterior, conte de Parma, Cremona și Brescia)
- Statul papal: Eugeniu al II-lea (papă, 824-827)
- Veneția: Agnello Partecipazio (doge, 811-827)

## Africa
- Aghlabizii: Abu Muhammad Ziyadat Allah I ibn Ibrahim (emir din dinastia Aghlabizilor, 817-838)
- Idrisizii: Idris al II-lea ibn Idris (I) (al-Asghar sau al-Azhar) (imam din dinastia Idrisizilor, 803-828)
- Kanem-Bornu: Dugu (sultan, cca. 784-cca. 835)

## Asia

### Orientul Apropiat
- Bizanț: Mihail al II-lea Gângavul (împărat din dinastia Amoriană, 820-829)
- Califatul abbasid: Abu Djafar Abdallah al-Mamun ibn ar-Rașid (calif din dinastia Abbasizilor, 813-817, 819-833)
- Samanizii: Nuh ibn Asad ibn Saman (emir din dinastia Samanizilor, 819-842) și Ahmad I ibn Asad ibn Saman (emir din dinastia Samanizilor, 819-864)

### Orientul Îndepărtat
- Birmania, statul Arakan: Suriyataing Chandra (rege din dinastia Chandra, 810-830)
- Birmania, statul Mon: Thamala (rege, 825-837)
- Cambodgea, Imperiul Kambujadesa (Angkor): Jayavarman al II-lea (împărat, 802-854)
- Cambodgea, statul Tjampa: Harivarman I (rege din a cincea dinastie, 803?/817?-854)
- China: Jingzong (împărat din dinastia Tang, 825-827)
- Coreea, statul Silla: Hondok (Onsung) (rege din dinastia Kim, 809-826) și Hungdok (Sojong) (rege din dinastia Kim, 826-836)
- India, statul Chalukya răsăriteană: Vijayaditya al II-lea (rege, 799-cca. 847)
- India, statul Gurjara Pratihara: Nagabhata (Nagavaloka) al II-lea (rege, cca. 792-833)
- India, statul Pallava: Dantivarman (rege din a treia dinastie, 795-845)
- India, statul Raștrakuților: Amoghavarșa (sau Sarva) I (rege, 814-878)
- Kashmir: Ajitapida (rege din dinastia Karkota, cca. 813-?)
- Japonia: Junna (împărat, 823-833)
- Nepal: Balideva (rege din dinastia Thakuri, cca. 812-828)
- Sri Lanka: Sena I (rege din dinastia Silakala, 824-844)
- Tibet: K'ri-gTsug lDe-bTsan (chos-rgyal, 817-836)